# The Depreciation Guild
 (транскр.  Депришијејшон гилд) јесте амерички инди рок бенд из Бруклина. Бенд су 2005. формирали Курт Фелдман и Кристоф Хокхајм, који је касније постао бубњар и гитариста инди поп бенда The Pains of Being Pure at Heart, а касније се бенду придружује и Антон Хокхајм (перкусије). Њихов деби ЕП, „Nautilus“ објављен је само у дигиталном облику 2006. године, док је њихов први студијски албум, „In Her Gentle Jaws“ објављен годину дана касније, такође у дигиталном облику, и могао се бесплатно преузети са званичног интернет сајта бенда, као и њихове издавачке куће „8bitpeoples“. Канин рекордс је 2009. године преузео бенд под своје окриље и након ремастеринга деби албума, поново га издали. Други студијски албум, „Spirit Youth“, појавио се на тржишту априла 2010. године. На албуму „Spirit Youth“ налази се десет песама које се углавном могу окарактерисати као дрим-поп и шугејз.

## Дискографија
- 2006 - Nautilus ЕП
- 2007 - In Her Gentle Jaws
- 2009 - Dream About Me ЕП
- 2010 - Spirit Youth